# Potasio Río Colorado
El proyecto minero Potasio Río Colorado está ubicado en el sur de la provincia argentina de Mendoza, prácticamente en el límite con la provincia del Neuquén, en el departamento Malargüe, a unos 300 km (kilómetros) al sur de la localidad  homónima, en el paraje “Pata Mora”.

## Mineralización
El yacimiento se localiza en una capa subterránea situada a una profundidad media de aproximadamente 1000 m, con un espesor estimado de unos 150 m y un desarrollo lateral extenso y homogéneo. La mineralización está compuesta principalmente por halita (cloruro de sodio, NaCl) y silvita (cloruro de potasio, KCl), con concentraciones de mineral de potasio que oscilan entre el 10 % y el 60 %.

## Explotación y reservas
La explotación del yacimiento se planificó mediante la metodología de disolución. Esta metodología consiste en la inyección de agua a alta temperatura en la capa de sales con el objetivo de que estas se disuelvan. La solución así obtenida se extrae mediante bombeo a la superficie y se somete a un proceso de secado, con lo cual se obtiene una mezcla de cristales minerales. El proceso de explotación termina con la separación y purificación de los cristales de cloruro de potasio. Como residuo quedan los cristales de cloruro de sodio, que eventualmente volverían a reinyectarse en las cavidades huecas.
Al momento de la publicación de las características del proyecto, las reservas geológicas del depósito se estimaban en 2000 millones de toneladas, lo que ubica a este yacimiento en la categoría de depósito de clase mundial (WCD), teniendo en cuenta que la producción y el consumo anual de cloruro de potasio en su aplicación como fertilizante ronda las 30 millones de toneladas.
Para los primeros cinco años se estimaba una producción de 2,4 millones de toneladas anuales, con un proyectado de 4 350 000 (cuatro millones trescientas cincuenta mil toneladas) anuales a partir del sexto año de explotación.

## Obras de infraestructura
El proyecto Potasio Río Colorado incluía la operación integral del yacimiento, la elaboración primaria del producto extraído, su traslado y embarque. Esto implica la afectación exclusiva de una planta de producción de gas no convencional, una extensión de 120 km (kilómetros) de una línea eléctrica de alta tensión, la construcción de un tramo de red ferroviaria que enlazaría el yacimiento con la red existente, la construcción de una planta de acopio y la construcción de una terminal portuaria propia, estas dos últimas obras en cercanías del puerto de Bahía Blanca.

## Evolución del proyecto
Los primeros derechos de explotación del yacimiento fueron adquiridos por la empresa argentina Minera Tea S.A., que los transfirió a la empresa Río Tinto Company de capitales británicos y australianos.
En 2009, la empresa brasileña Vale Do Rio Doce adquirió los derechos y activos del yacimiento.
Hacia fines de 2011, se anunciaba que el proyecto implicaba una inversión cercana a US$6 000 000 000 (seis mil millones de dólares), un plazo de construcción de alrededor de 30 meses y la creación de un estimado de 12 000 puestos de trabajo.
En marzo de 2013, se anunció oficialmente la suspensión de la actividad y la paralización de las obras del proyecto. En ese momento, se estimaba que alrededor de 5200 trabajadores resultaban afectados por esta medida, en las distintas obras vinculadas al proyecto.
Hacia mitad de 2013, se iniciaron acciones judiciales en diversos fueros, a partir de reclamos de particulares y empresas afectados por la paralización del proyecto, entre ellas, una causa penal presentada por la Cámara de Servicios Mineros (CASEMI). Previamente se había trabado embargo preventivo por $ 1,3 millones para hacer frente a reclamos de trabajadores desvinculados de modo irregular.
En diciembre de 2013, la empresa Techint quedó a cargo del control y mantenimiento de activos del proyecto a la espera de decisiones posteriores acerca de la continuación de las obras y la actividad en las distintas áreas del proyecto.
A principios de 2014 se confirmó la decisión de la empresa Vale de poner en venta sus activos, finalizando de este modo su vinculación con el proyecto.
Hacia principio de 2016, se conocieron gestiones realizadas por autoridades de la provincia de Mendoza en distintas instituciones del gobierno nacional, con el objeto de impulsar la reactivación y la puesta en operación del yacimiento Potasio Río Colorado.

## Controversias
Los ejes centrales de la controversia generada en torno al proyecto Potasio Río Colorado son:
- Utilización de grandes volúmenes de agua (1000 L/s —mil litros por segundo—) extraída en el sector superior del río Colorado, con la consecuente afectación de las poblaciones existentes aguas abajo.
- Tratamiento del material de desecho producto de la explotación. Se estima que el cloruro de sodio que quedará descartado luego de la refinación, tendrá volúmenes similares al cloruro de potasio objeto de la explotación. En el estudio de impacto ambiental originalmente presentado, se proponía depositar el cloruro de sodio residual en un predio de 200 ha (hectáreas), estimando que el acumulado alcanzaría una altura de 50 m (metros).
- Creación de puestos de trabajo reales y estables. Luego de la finalización de las obras de infraestructura y una vez en etapa de producción, se estima que la operación del proyecto no genera más de 400 puestos de trabajo.
- Participación de las autoridades de las provincias vecinas afectadas y del Comité Interjurisdiccional del Río Colorado (COIRCO) en la toma de decisiones y la formulación de estudios de impacto ambiental independientes.

Un trabajo publicado anteriormente por la Fundación Patagonia tercer milenio, presenta un análisis exhaustivo de estos ejes centrales y otras problemáticas asociadas al proyecto, como la demanda energética en la etapa de explotación, por ejemplo.